# Traité d'amitié et de commerce entre la France et la Corée
 Voir le traité sur Wikisource
Le traité d'amitié et de commerce entre la France et la Corée est un traité inégal entre la France et la Corée signé le 4 juin 1886 et ratifié le 30 mai 1887. Ce traité signe le début des relations officielles entre la France et la Corée. Ce traité permet l'installation d'une représentation française, dont le premier représentant est Victor Collin de Plancy. Ce traité accorde la liberté d'enseigner aux missionnaires français et permet l'accès de la péninsule aux voyageurs français.

## Historique

### Contexte
La Corée entretient une relation de pays vassal vis à vis de la Chine depuis 1637, mais traditionnellement tant que le roi de Corée reste pro-chinois, la Chine n'intervient pas . L'année 1876, marque la signature du traité de Ganghwa entre le Japon et la Corée et annonce l'ouverture du pays au commerce. La Chine se sentant menacé face à l'influence grandissante du Japon intervient de plus en plus dans les affaires de la Corée. La stratégie de la Chine des Qing consiste à utiliser la puissance de pays tiers pour garder le contrôle de la Corée, cette stratégie soutient la création de traités en Corée par les grandes puissances autre que le Japon, dans le but de réduire l'influence japonaise. De nombreuses puissances signent des traités avec la Corée, comme les États-Unis en mai 1882, l’Angleterre et l'Allemagne en 1883, l'Italie et la Russie en 1884.

### Négociations

#### Idée d'un traité (1876)
En 1876, après la signature du traité de Ganghwa, Félix-Clair Ridel, alors en Chine, est le premier à suggérer l'idée de conclure un traité entre son pays et la Corée. Ridel conseille au Vicomte Brenier de Montmorand, ministre de France en Chine, de commercer avec le royaume de Corée et d'y assurer la liberté de religion par la conclusion d'un accord, conseil auquel il ne donna aucune suite.

#### Enquête préliminaire (1882)
En 1882, voyant que la Corée avait conclu un traité avec les États-Unis, la France décide également d'en conclure un. Dans cet objectif, le consul de France à Tianjin, Dillon, est envoyé en Corée en juin 1882. Les négociations commencent et pour les dispositions sur le commerce cela ne pose pas de problème car le traité avec les États-Unis et le Royaume-Uni servent de base, en revanche les dispositions sur les questions de religions posent de gros problèmes et aucune avancée sur ce thème n'a lieu.
Toutefois la raison pour laquelle en 1882 aucun accord n'est conclu réside dans la relation très conflictuelle, à ce moment-là, entre la Chine et la France avec la guerre franco-chinoise. En effet, la France mobilise ses ressources pour la conquête de l'Indochine et renvoi au second plan les négociations de 1882 qui de ce fait n'aboutissent pas.

#### Relancement des négociations (1884-1885)
L'achèvement de la colonisation de l'Indochine et la fin de la guerre franco-chinois permet de relancer les négociations avec la Corée.
En parallèle des négociations avec la Chine, les autorités françaises décident de négocier un traité avec la Corée, sous l'impulsion des Missions Étrangères de Paris et de leurs missionnaires en Corée. En juin 1884, la France nomme dans cette tâche le ministre plénipotentiaire Georges Cogordan et envoi deux navires, Primauguet et Vipère, en Corée.
Georges Cogordan arrive le 7 mai 1884 à Séoul et commence les négociations avec le ministre des Affaires Étrangères de Corée, Kim Yun-sik. De la même manière qu'en 1882, les dispositions économiques suivent le modèle d'un précédent traité, le deuxième traité coréano-britannique de 1883 (en), mais les dispositions sur la religion butent face à la détermination du côté coréen. Le ministre des Affaires Étrangères français, Charles de Freycinet, ordonne au négociateur Cogordan de faire entendre les revendications sur les questions religieuses mais le gouvernement coréen en désaccord total déclara que les questions religieuses ne pouvait pas être abordé dans ce traité. Cogordan était dans la situation où il devait soit accepter un traité uniquement économique soit se retirer des négociations. Après avoir pris connaissance de la situation, le ministre de Freycinet ordonne de parvenir à protéger les missionnaires quitte à ne pas suivre le modèle traité coréano-britannique.
Le négociateur coréen Kim Yun-sik était, pour sa part, aussi en plein dilemme. Il se rappelait l'Expédition française en Corée de 1866 et la politique des fonctionnaires coréen depuis cette date, il se devait de rester intransigeant sur sa position, mais s'il quittait les négociations il devrait en assumer les conséquences. Finalement, Kim Yun-sik quitta la table des négociations.
En octobre 1885, la Chine fit pression pour que la Corée observe positivement les dispositions relatives à la religion et Kim Man-sik, gouverneur de Séoul, fût nommé à la place de Kim Yun-sik pour représenter le roi de Corée.

#### Nouveau et dernier tour de négociation (1886)
En mai 1886, Kim Man-sik relance un nouveau tour de négociation, de grandes divergences persistent sur la tolérance tacite ou explicite de la religion catholique dans le pays mais les représentants de chaque parties réussissent à résoudre le problème en n'utilisant aucune expression concrète concernant la résidence des missionnaires et la question de la formation religieuse, cela laissant à chaque parti la possibilité d’interpréter de la façon qui leur convient les dispositions sur les missionnaires et la religion. Un accord est trouvé le 26 mai 1886 et signé le 4 juin 1886.

### Accord

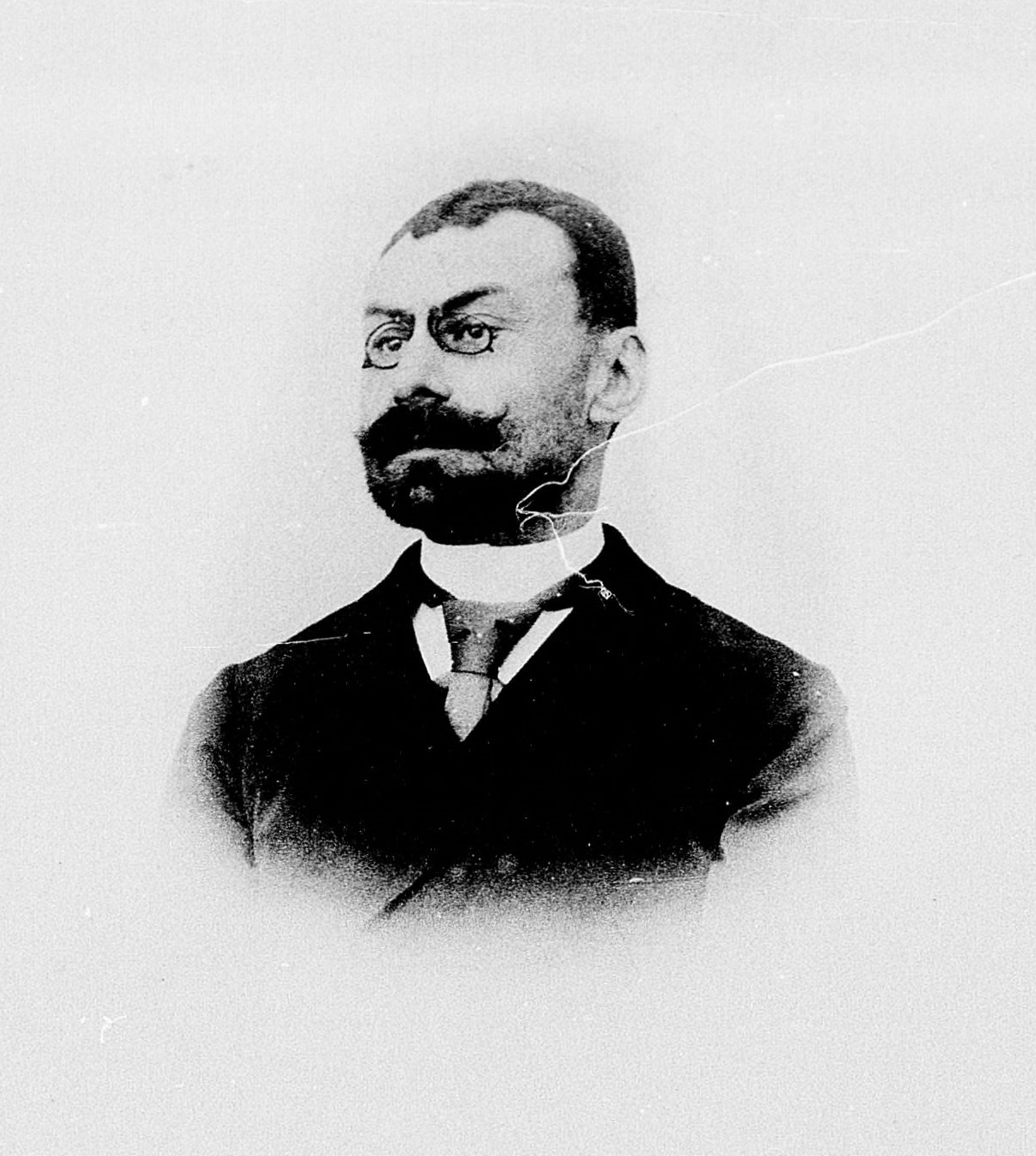
Portrait de Victor Collin de Plancy, le premier représentant de France en Corée.

Le « traité de commerce et d’amitié franco-coréen » est signé le 4 juin 1886, et ratifié le 30 mai 1887, par Victor Collin de Plancy, avec son rôle de secrétaire d'ambassade. Avec ce traité, Collin de Plancy devient le premier représentant de France en Corée. Ce sont des considérations géopolitiques qui ont poussé les signataires à établir ce traité, bien loin des considérations « d'amitié » affiché dans le nom du traité.
Le traité est établi entre la France – alors sous la 3ème République – et la Corée – alors nommé Royaume de Chosŏn.

## Contenu
Le traité prend comme modèle le traité anglo-coréen, il est constitué de 13 articles et d'annexes comprenant le « Règlement concernant le commerce français en Corée », les « Tarifs », le « Règlement » et la « Déclaration » . Le texte est rédigé en français et en chinois.

### Article 1
Le premier article stipule une « paix et amitié » entre le Président de la République française et le Roi de Corée ainsi qu'entre leurs deux peuples, une « pleine et entière protection » des personnes et des propriétés, et de « bons offices » si l'un des pays est en conflit avec un autre pays.

### Article 2

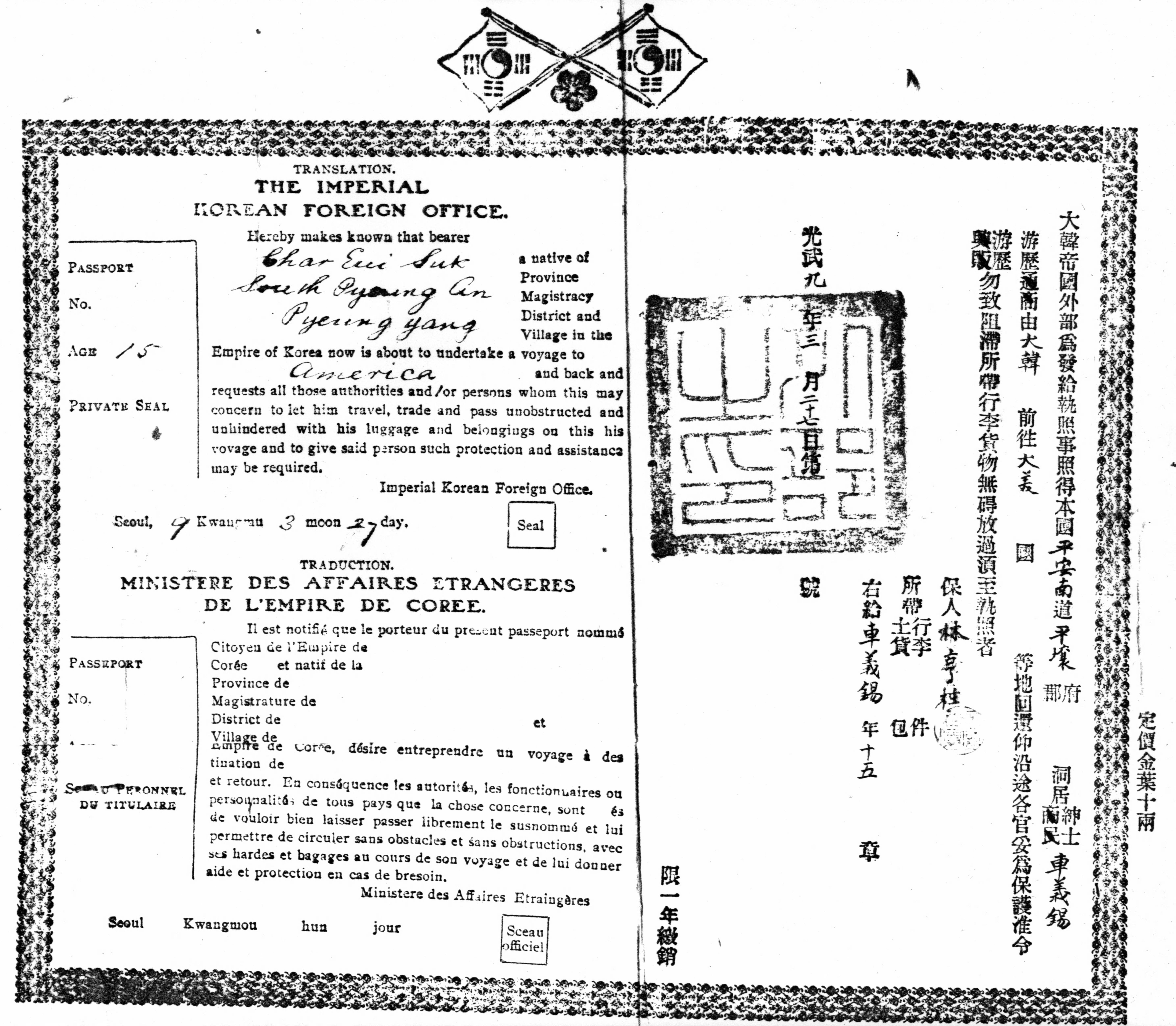
Passeport, découlant de l'article 2, permettant aux ressortissants français de voyager dans l'Empire de Corée.

Le deuxième article autorise la nomination et l'envoi de représentants diplomatiques ainsi que la faculté de « librement voyager sur tout le territoire du pays de leur résidence ». Il permet aussi aux ressortissants français de voyager en Corée grâce à l'attribution d'un passeport et d'être protégés en cas de nécessité,.

### Article 3
Le troisième article traite des juridictions responsables. Il rend les ressortissants français et leurs biens en Corée relevant exclusivement de la juridiction française. Les missionnaires en Corée en tant que français, ne sont pas soumis à la législation coréenne.

### Article 4
Le quatrième article explique que les ports de Chemulpo, Wonsan et Busan seront ouverts au commerce français. Les Français en étant munis d'un passeport pourront voyager partout dans le pays et mais sans pouvoir y ouvrir de commerce permanent dans l'intérieur du pays. Cet article permet aux missionnaires de se rendre librement dans toutes les communautés de croyants du pays.

### Article 5, 6, 7, 8
Le cinquième article traite du commerce et des tarifs douaniers.
Le sixième article traite de l'interdiction de la contrebande.
Le septième article traite des mesures à prendre pour les navires échoués.
Le huitième article traite des navires de guerre de chaque pays, chaque navire de guerre aura accès aux ports de l'autre pays et des facilités leur seront données pour se procurer des approvisionnements de toute sorte ou pour faire des réparations.

### Article 9
L'article 9 est celui qui a engendré le plus de problèmes aux négociateurs.
Il stipule que :

« Les Français qui se rendraient en Corée pour y étudier ou y professer la langue écrite ou parlée, les sciences, les lois et arts, devront, en témoignage des sentiments de bonne amitié dont sont animées les Hautes Parties Contractantes, recevoir toujours aide et assistance. Les Coréens qui se rendront en France y jouiront des mêmes avantages »

Il diffère du traité anglo-coréen, duquel il prend exemple, par le fait qu'il utilise les mots « y étudier ou y professer » au lieu de « apprendre ». Cette permet de rendre légitime l'activité des missionnaires, les missionnaires français peuvent donc y « professer » leur enseignement,,.

### Article 10, 11, 12, 13
Le dixième article statue le privilège dont bénéficiera la France.
Le onzième article permet de définir le droit de réviser le traité tous les dix ans.
Le douzième article explique qu'en cas de divergence d'interprétation du traité c'est la version en français du texte qui fera foi.
Le treizième article stipule que la ratification du traité doit être échangée et intervenir au maximum dans délai d'un an.

## Répercussions et suite
Les autorités françaises ordonnent aux missionnaires de s'en tenir aux termes du traité de 1886, tout en restant attentif au comportement du gouvernement coréen vis-à-vis des catholiques.
Dans les années qui suivent l'ouverture du pays, les missionnaires et les étrangers sont mieux acceptés. Cette acceptation permet aux missionnaires français de propager plus fortement la foi catholique dans le pays.

### Célébrations postérieures
En 1986, les 100 ans de la conclusion du traité passent inaperçus auprès du grand public français, et seuls quelques articles universitaires les mentionnent.
En 2006, le 120e anniversaire du traité inégal est célébré dans une « année croisée » entre la Corée du Sud et la France. En 2016, c'est le 130e anniversaire qui est célébré.